# Siikarivier (Lainiorivier)
De Siikarivier (Zweeds: Siikajoki) is een rivier die stroomt in de Zweedse  gemeente Kiruna. De rivier ontstaat waar twee beken samenvloeien en naar het zuidwesten stromen. Ze is circa 5 kilometer lang.
Afwatering: Siikarivier → Lainiorivier → Torne → Botnische Golf